# Хагуди (деревня)
Ха́гуди (эст. Hagudi) — деревня в волости Рапла уезда Рапламаа, Эстония. 

## География и описание
Расположена в 5 километрах к северу от уездного и волостного центра — города Рапла. Примыкает к одноимённому посёлку. Высота над уровнем моря — 72 метра.
Климат — умеренный. Официальный язык — эстонский. Почтовый индекс — 79641.

## Население
По данным переписи населения 2011 года, в деревне проживали 95 человек, из них 91 (95,8 %) — эстонцы. 
По данным переписи населения 2021 года, в деревне насчитывалось 87 жителей, из них 81 (93,1 %) — эстонцы.
Численность населения деревни Хагуди по данным переписей населения:
| Год  | 1959 | 1970  | 2000 | 2011 | 2021 |
| ---- | ---- | ----- | ---- | ---- | ---- |
| Чел. | 83*  | ↗ 84* | ↗ 97 | ↘ 95 | ↘ 87 |

* Вкл. поселение Хагуди

## История
Впервые упомянута в 1447 году (Hakude). В 1725 году упоминается как Haggutt. 
Деревня возникла севернее мызы Гаггут (нем. Haggud, Хагуди, эст. Hagudi mõis). В 1920-х годах, после земельной реформы, на землях мызы возникло поселение, которое в 1977 году объединили с деревней.
Хутора на  западе деревни, на краю леса, называются Хагуди-Метскюла (эст. Hagudi-Metsküla, «Лесная деревня Хагуди»), с 1920-х годов и до 1977 года они составляли отдельную деревню.
В 1977–1997 годах деревня Хагуди входила в состав посёлка Хагуди, образовавшегося вокруг железнодорожного вокзала Хагуди в 1930-х годах.
В советское время деревня располагалась на землях совхоза имени И. В. Мичурина.